# Leena Luostarinen
Leena Estelle Luostarinen, född 15 maj 1949 i Björneborg, död 28 juli 2013 i Helsingfors, var en finländsk målare. 
Luostarinen studerade 1968–1972 vid Finlands konstakademis skola och 1985–1986 vid Pratt Institute i USA. Hon blev känd för sina exotiska och berättande oljemålningar och akvareller. Hon målade i olja och i blandteknik på papper, bland annat motiv från Grekland, Egypten och Fjärran östern i klara färger och i en ytlig och lätt naivistisk stil. I början av 1980-talet, då hon framträdde som en av de viktigaste yngre expressionistiska målarna i Finland, dominerades hennes arbeten av sfinxliknande kattdjur, lejon eller leoparder, vilka länge förblev symboler för hennes konst; mytologiska figurer, sfinxer, ibisfåglar, ormar och exotiska blommor var därefter genomgående motiv. En kulminationspunkt för hennes orientaliskt influerade måleri var hennes utställning i Åbo 1995. 
Luostarinen utförde senare även färgrika små skulpturer i keramik med bland annat sfinxmotiv, som hon ställde ut 2003 och arbetade även med grafik i litografiteknik. Hon undervisade vid Bildkonstakademin 1991–1995 och blev professor där 1995. Hon var Årets konstnär vid Helsingfors festspel 1988, tilldelades Pro Finlandia-medaljen 1995 och representerade Finland på biennalen i São Paulo 1998. 

## Utmärkelser
- Pro Finlandia-medaljen av Finlands Lejons orden,  1995[1]
- Kommendörstecknet av I klass av Finlands Vita Ros’ orden,  2007[1]

[Redigera Wikidata]